# Kỳ Phương
Kỳ Phương là một phường thuộc thị xã Kỳ Anh, tỉnh Hà Tĩnh, Việt Nam.

## Địa lý

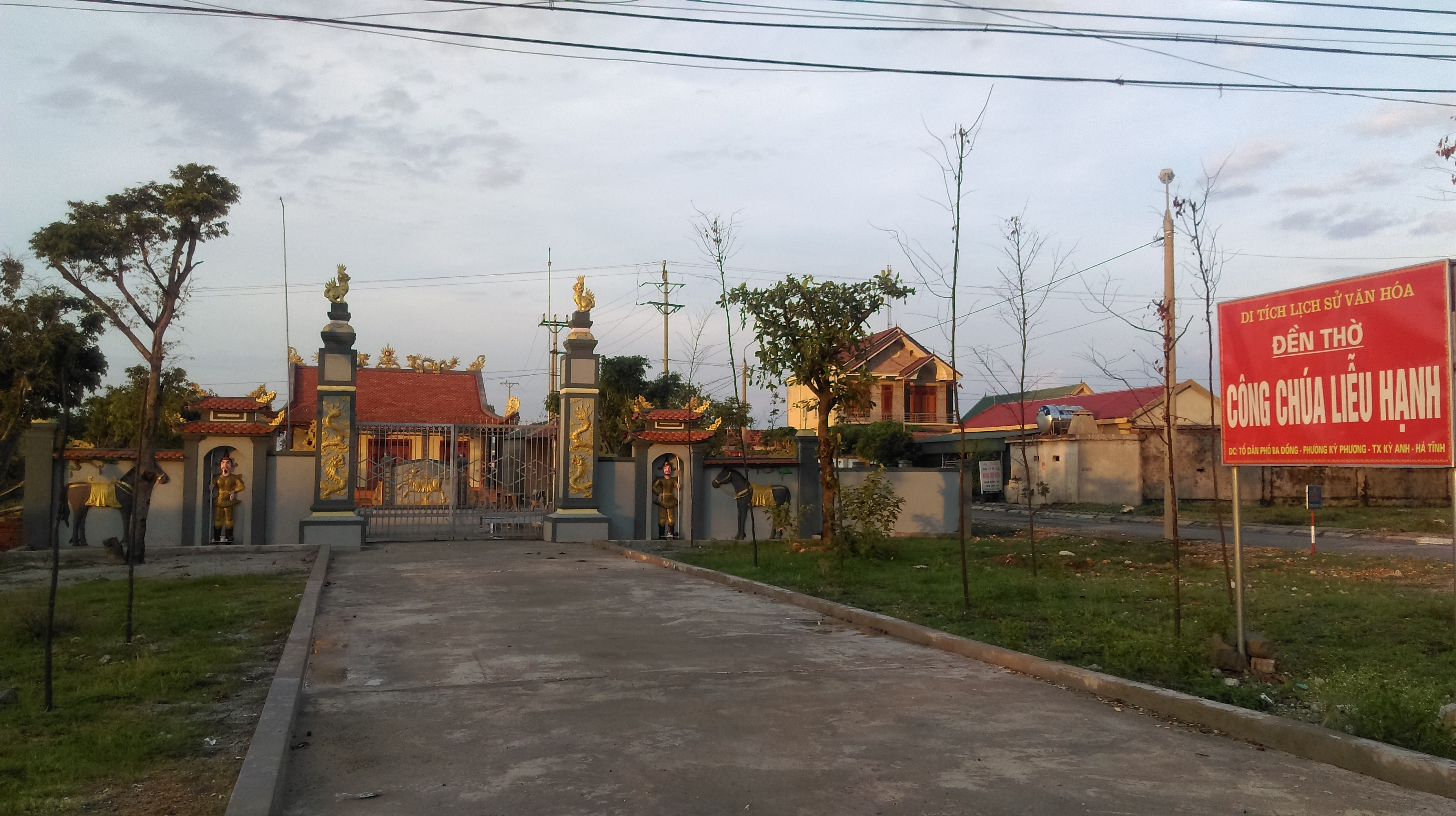
Đền thờ Công chúa Liễu Hạnh

Phường Kỳ Phương nằm ở phía đông thị xã Kỳ Anh, có vị trí địa lý:
- Phía đông giáp phường Kỳ Nam và Biển Đông
- Phía tây giáp phường Kỳ Liên và phường Kỳ Long
- Phía nam giáp tỉnh Quảng Bình
- Phía bắc giáp phường Kỳ Thịnh, xã Kỳ Lợi và Biển Đông.

Phường Kỳ Phương có diện tích 39,70 km², dân số năm 2024 là 15.496 người, mật độ dân số đạt 390 người/km².

## Lịch sử
Trước đây, xã Kỳ Phương thuộc huyện Kỳ Anh.
Ngày 8 tháng 9 năm 1986, Hội đồng Bộ trưởng ban hành Quyết định số 105-HĐBT về việc thành lập xã Kỳ Liên thuộc huyện Kỳ Anh trên cơ sở 1.600 ha diện tích tự nhiên với 1.340 người của xã Kỳ Long và 150 ha diện tích tự nhiên với 383 người của xã Kỳ Phương.
Sau khi điều chỉnh địa giới hành chính, xã Kỳ Phương còn lại 3.542 ha diện tích tự nhiên và 3.393 người.
Ngày 10 tháng 4 năm 2015, Ủy ban Thường vụ Quốc hội ban hành Nghị quyết số 903/NQ-UBTVQH13 về việc:
- Thành lập thị xã Kỳ Anh thuộc tỉnh Hà Tĩnh trên cơ sở một phần diện tích và dân số của huyện Kỳ Anh.
- Thành lập phường Kỳ Phương thuộc thị xã Kỳ Anh trên cơ sở toàn bộ 3.548,33 ha diện tích tự nhiên và 8.255 người của xã Kỳ Phương.

Ngày 17 tháng 7 năm 2019, HĐND tỉnh Hà Tĩnh ban hành Nghị quyết số 157/NQ-HĐND về việc thành lập tổ dân phố Hồng Hải trên cơ sở tổ dân phố Hồng Hải 1 và tổ dân phố Hồng Hải 2.

## Giao thông
Trên địa bàn phường có Quốc lộ 1 đi qua.